# Selección de fútbol sub-17 de Nueva Caledonia
La selección de fútbol sub-17 de Nueva Caledonia es el equipo representativo de dicha colectividad territorial perteneciente a Francia en las competiciones oficiales. Su organización está a cargo de la Federación de Fútbol de Nueva Caledonia, miembro de la OFC y la FIFA.
Obtuvo el segundo lugar en el Campeonato Sub-17 de la OFC en las ediciones de 2003, 2013 y 2017. Gracias a este último resultado, clasificó a la Copa Mundial de 2017, donde perdió 7-1 ante Francia y 5-0 contra Honduras y empató 1-1 frente a Japón.

## Estadísticas

### Copa Mundial Sub-17
| Año                         | Fase              | Posición          | PJ                | PG                | PE                | PP                | GF                | GC                |
| --------------------------- | ----------------- | ----------------- | ----------------- | ----------------- | ----------------- | ----------------- | ----------------- | ----------------- |
| China 1985                  | No clasificó      | No clasificó      | No clasificó      | No clasificó      | No clasificó      | No clasificó      | No clasificó      | No clasificó      |
| Canadá 1987                 | Sin participación | Sin participación | Sin participación | Sin participación | Sin participación | Sin participación | Sin participación | Sin participación |
| Escocia 1989                | Sin participación | Sin participación | Sin participación | Sin participación | Sin participación | Sin participación | Sin participación | Sin participación |
| Italia 1991                 | Sin participación | Sin participación | Sin participación | Sin participación | Sin participación | Sin participación | Sin participación | Sin participación |
| Japón 1993                  | Sin participación | Sin participación | Sin participación | Sin participación | Sin participación | Sin participación | Sin participación | Sin participación |
| Ecuador 1995                | Sin participación | Sin participación | Sin participación | Sin participación | Sin participación | Sin participación | Sin participación | Sin participación |
| Egipto 1997                 | Sin participación | Sin participación | Sin participación | Sin participación | Sin participación | Sin participación | Sin participación | Sin participación |
| Nueva Zelanda 1999          | No clasificó      | No clasificó      | No clasificó      | No clasificó      | No clasificó      | No clasificó      | No clasificó      | No clasificó      |
| Trinidad y Tobago 2001      | Sin participación | Sin participación | Sin participación | Sin participación | Sin participación | Sin participación | Sin participación | Sin participación |
| Finlandia 2003              | No clasificó      | No clasificó      | No clasificó      | No clasificó      | No clasificó      | No clasificó      | No clasificó      | No clasificó      |
| Perú 2005                   | No clasificó      | No clasificó      | No clasificó      | No clasificó      | No clasificó      | No clasificó      | No clasificó      | No clasificó      |
| Corea del Sur 2007          | No clasificó      | No clasificó      | No clasificó      | No clasificó      | No clasificó      | No clasificó      | No clasificó      | No clasificó      |
| Nigeria 2009                | No clasificó      | No clasificó      | No clasificó      | No clasificó      | No clasificó      | No clasificó      | No clasificó      | No clasificó      |
| México 2011                 | No clasificó      | No clasificó      | No clasificó      | No clasificó      | No clasificó      | No clasificó      | No clasificó      | No clasificó      |
| Emiratos Árabes Unidos 2013 | No clasificó      | No clasificó      | No clasificó      | No clasificó      | No clasificó      | No clasificó      | No clasificó      | No clasificó      |
| Chile 2015                  | No clasificó      | No clasificó      | No clasificó      | No clasificó      | No clasificó      | No clasificó      | No clasificó      | No clasificó      |
| India 2017                  | Primera ronda     | 22.º              | 3                 | 0                 | 1                 | 2                 | 2                 | 13                |
| Brasil 2019                 | No clasificó      | No clasificó      | No clasificó      | No clasificó      | No clasificó      | No clasificó      | No clasificó      | No clasificó      |
| Indonesia 2023              | Primera ronda     | 24.º              | 3                 | 0                 | 0                 | 3                 | 0                 | 24                |
| Catar 2025                  | Clasificado       | Clasificado       | Clasificado       | Clasificado       | Clasificado       | Clasificado       | Clasificado       | Clasificado       |
| Total                       | 3/20              | 80.º              | 6                 | 0                 | 1                 | 5                 | 2                 | 37                |

### Campeonato Sub-17 de la OFC
| Año                     | Fase              | Posición          | PJ                | PG                | PE                | PP                | GF                | GC                |
| ----------------------- | ----------------- | ----------------- | ----------------- | ----------------- | ----------------- | ----------------- | ----------------- | ----------------- |
| Nueva Zelanda 1983      | Cuarto lugar      | 4.º               | 5                 | 2                 | 0                 | 3                 | 6                 | 12                |
| República de China 1986 | Sin participación | Sin participación | Sin participación | Sin participación | Sin participación | Sin participación | Sin participación | Sin participación |
| Australia 1989          | Sin participación | Sin participación | Sin participación | Sin participación | Sin participación | Sin participación | Sin participación | Sin participación |
| Nueva Zelanda 1991      | Sin participación | Sin participación | Sin participación | Sin participación | Sin participación | Sin participación | Sin participación | Sin participación |
| Nueva Zelanda 1993      | Sin participación | Sin participación | Sin participación | Sin participación | Sin participación | Sin participación | Sin participación | Sin participación |
| Vanuatu 1995            | Sin participación | Sin participación | Sin participación | Sin participación | Sin participación | Sin participación | Sin participación | Sin participación |
| Nueva Zelanda 1997      | Sin participación | Sin participación | Sin participación | Sin participación | Sin participación | Sin participación | Sin participación | Sin participación |
| Fiyi 1999               | Cuarto lugar      | 4.º               | 5                 | 2                 | 1                 | 2                 | 7                 | 15                |
| Vanuatu 2001            | Sin participación | Sin participación | Sin participación | Sin participación | Sin participación | Sin participación | Sin participación | Sin participación |
| Samoa Americana 2003    | Subcampeón        | 2.º               | 6                 | 4                 | 0                 | 2                 | 12                | 7                 |
| Nueva Caledonia 2005    | Cuarto lugar      | 4.º               | 6                 | 3                 | 0                 | 3                 | 13                | 13                |
| Polinesia Francesa 2007 | Cuarto lugar      | 4.º               | 3                 | 0                 | 2                 | 1                 | 1                 | 5                 |
| Nueva Zelanda 2009      | Tercer lugar      | 3.º               | 3                 | 1                 | 0                 | 2                 | 3                 | 7                 |
| Nueva Zelanda 2011      | Primera ronda     | 5.º               | 4                 | 2                 | 0                 | 2                 | 27                | 6                 |
| Vanuatu 2013            | Subcampeón        | 2.º               | 5                 | 3                 | 0                 | 2                 | 10                | 7                 |
| Samoa 2015              | Cuarto lugar      | 4.º               | 7                 | 4                 | 0                 | 3                 | 24                | 17                |
| Polinesia Francesa 2017 | Subcampeón        | 2.º               | 5                 | 3                 | 1                 | 1                 | 10                | 14                |
| Islas Salomón 2018      | Fase de grupos    | 7.º               | 3                 | 0                 | 1                 | 2                 | 2                 | 4                 |
| Fiyi 2023               | Subcampeón        | 2.º               | 5                 | 2                 | 1                 | 2                 | 14                | 5                 |
| Tahití 2024             | Tercer lugar      | 3.º               | 5                 | 1                 | 1                 | 3                 | 8                 | 12                |
| Total                   | 11/18             | 3.º               | 63                | 26                | 7                 | 30                | 137               | 124               |

## Últimos y próximos encuentros
| Fecha      | Ciudad         | Local               | Resultado      | Visitante       | Competición                |
| ---------- | -------------- | ------------------- | -------------- | --------------- | -------------------------- |
| 04-04-2023 | Pouzauges      | Bélgica             | 1:0            | Nueva Caledonia | Torneo Montaigu 2023       |
| 06-04-2023 | Chantonnay     | Rep. Centroafricana | 0:2            | Nueva Caledonia | Torneo Montaigu 2023       |
| 08-04-2023 | St. Jean Monts | Costa de Marfil     | 8:0            | Nueva Caledonia | Torneo Montaigu 2023       |
| 10-08-2023 | Auckland       | Nueva Zelanda       | 3:0            | Nueva Caledonia | Partido amistoso           |
| 05-11-2023 | Yakarta        | Burkina Faso        | 5:0            | Nueva Caledonia | Partido amistoso           |
| 11-11-2023 | Yakarta        | Nueva Caledonia     | 0:10           | Inglaterra      | Copa Mundial Sub-17 2023   |
| 14-11-2023 | Yakarta        | Brasil              | 9:0            | Nueva Caledonia | Copa Mundial Sub-17 2023   |
| 17-11-2023 | Bandung        | Irán                | 5:0            | Nueva Caledonia | Copa Mundial Sub-17 2023   |
| 20-07-2024 | Papeete        | Islas Cook          | 0:0            | Nueva Caledonia | Partido amistoso           |
| 29-07-2024 | Pirae          | Samoa               | 2:0            | Nueva Caledonia | Campeonato Sub-17 OFC 2024 |
| 01-08-2024 | Pirae          | Tahití              | 2:1            | Nueva Caledonia | Campeonato Sub-17 OFC 2024 |
| 04-08-2024 | Pirae          | Islas Salomón       | 2:6            | Nueva Caledonia | Campeonato Sub-17 OFC 2024 |
| 07-08-2024 | Pirae          | Nueva Zelanda       | 5:0            | Nueva Caledonia | Campeonato Sub-17 OFC 2024 |
| 10-08-2024 | Pirae          | Nueva Caledonia     | 1:1 (5:4 pen.) | Tahití          | Campeonato Sub-17 OFC 2024 |
| 03-11-2025 | Rayán          | Nueva Caledonia     | -:-            | Portugal        | Copa Mundial Sub-17 2025   |
| 06-11-2025 | Rayán          | Japón               | -:-            | Nueva Caledonia | Copa Mundial Sub-17 2025   |
| 09-11-2025 | Rayán          | Marruecos           | -:-            | Nueva Caledonia | Copa Mundial Sub-17 2025   |